# Rue Jean-Jaurès (Gennevilliers)
Pour les articles homonymes, voir Rue Jean-Jaurès.
La rue Jean-Jaurès est une voie de communication située sur la commune de Gennevilliers.

## Situation et accès

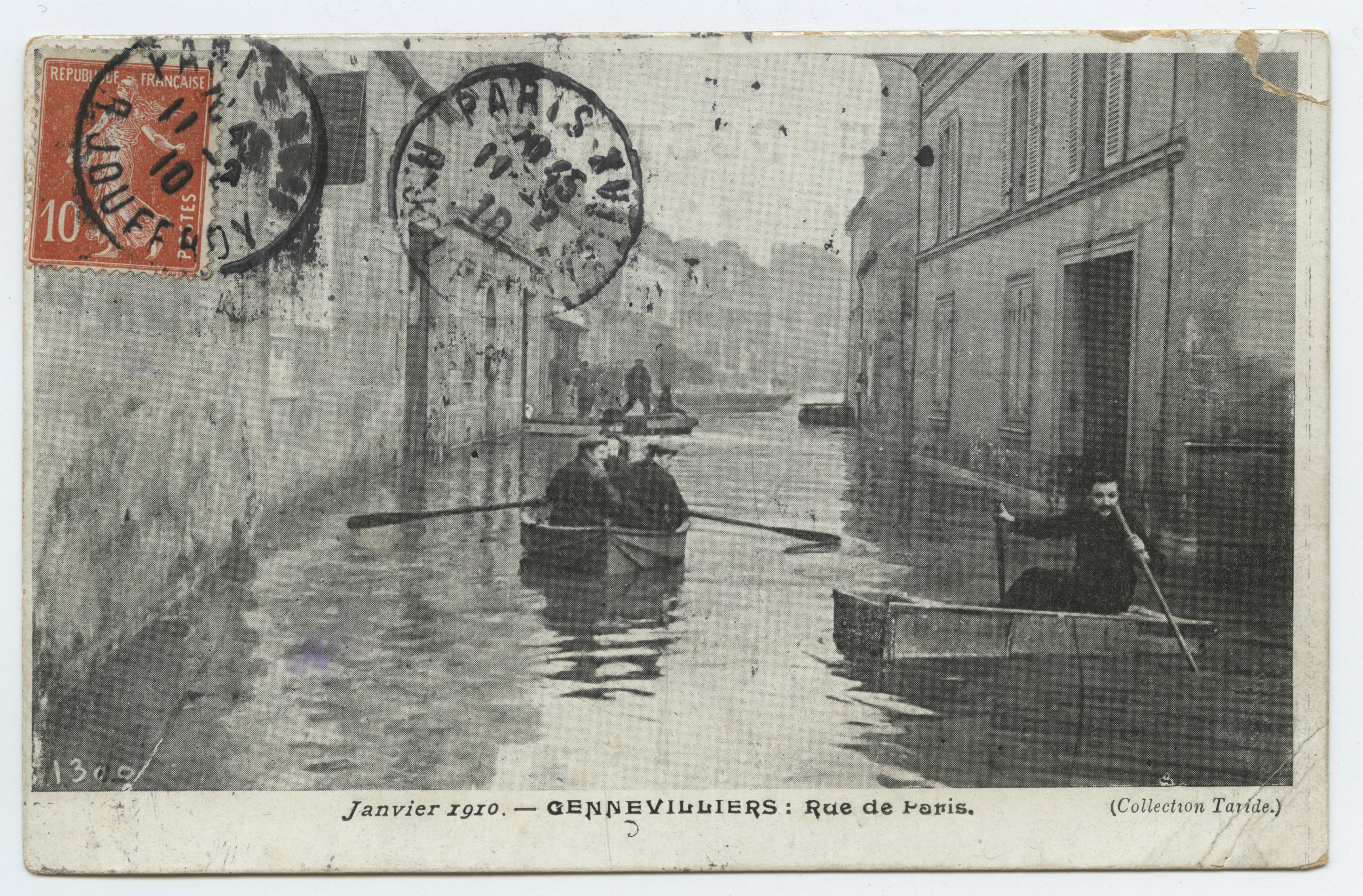
Lors de la crue de la Seine de 1910.

Cette voie de communication orientée du nord au sud part de ce qui était la place du Puits-Ponceau, point de rencontre de la rue Pierre-Timbaud et de l'avenue Lucien-Lanternier, au centre historique de la ville. Le nom de cette place était autrefois orthographié Puits Pensot.
Dans l'axe de la rue Eugène-Varlin, elle marque le début d'anciennes voies comme la rue Henri-Aguado, la rue du Pont-d'Argenteuil et la rue du Puisard.
Elle passe ensuite le carrefour de la rue Carnot et de la rue Deslandes (anciennement rue du Chef-de-Ville).
Elle se termine au carrefour de l'avenue Gabriel-Péri, de la rue Louis-Calmel et du boulevard Zéphirin-Camélinat.

## Origine du nom

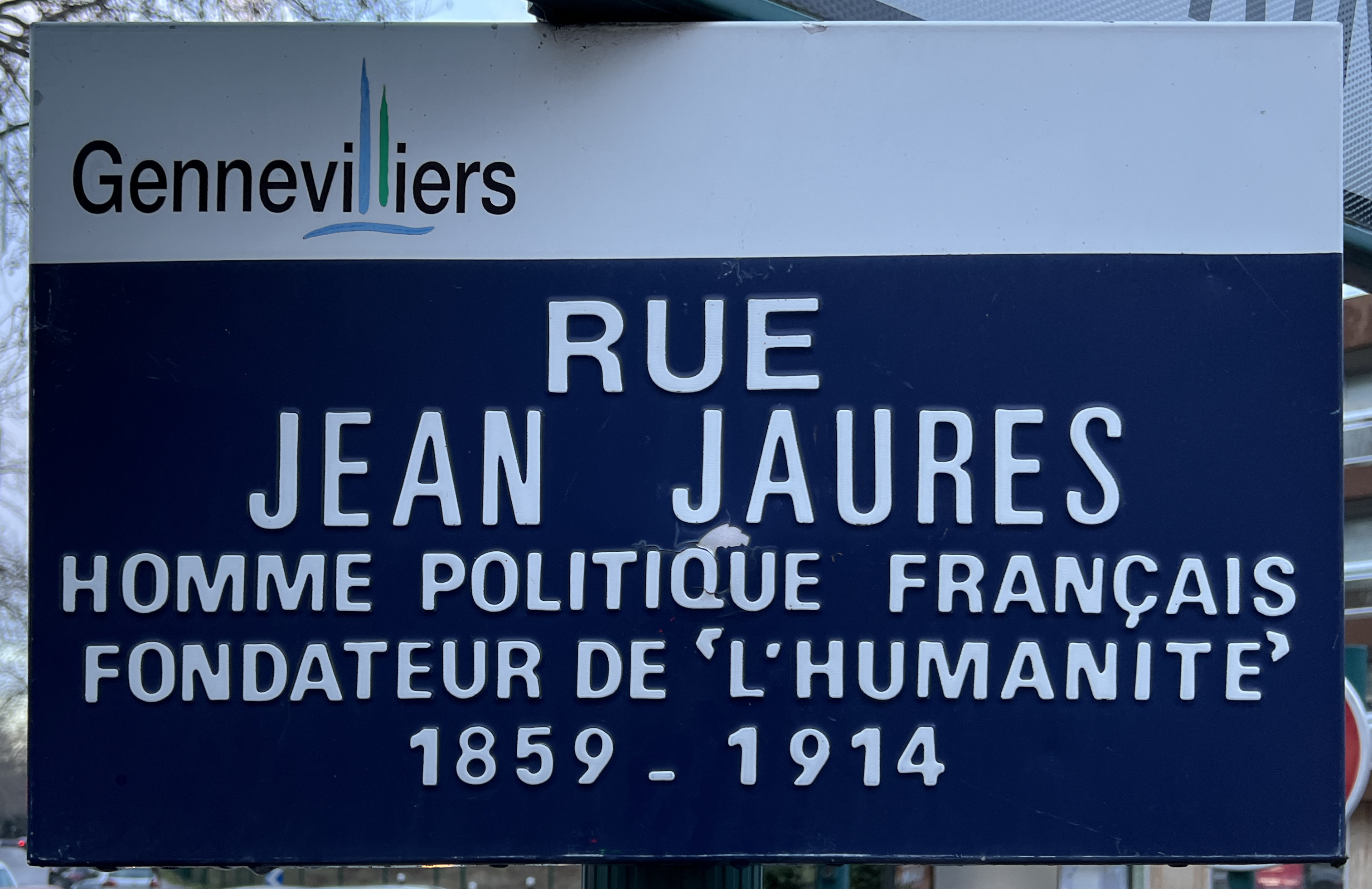
Plaque de la rue.

Le nom de la rue rend hommage à Jean Jaurès (1859-1914), homme politique socialiste français, dont l'influence a longuement marqué les villes ouvrières de la région parisienne.

## Historique
Cette rue s'est autrefois appelée « Grande Rue », « rue de Paris » et « rue de Paris prolongée ». Longeant le château, c'était un axe important de la ville.
Lors des bombardements de Paris et de sa banlieue durant la Première Guerre mondiale, le 21 mars 1915, un raid de dirigeables cible le no 78 sans faire de victime.

## Bâtiments remarquables et lieux de mémoire

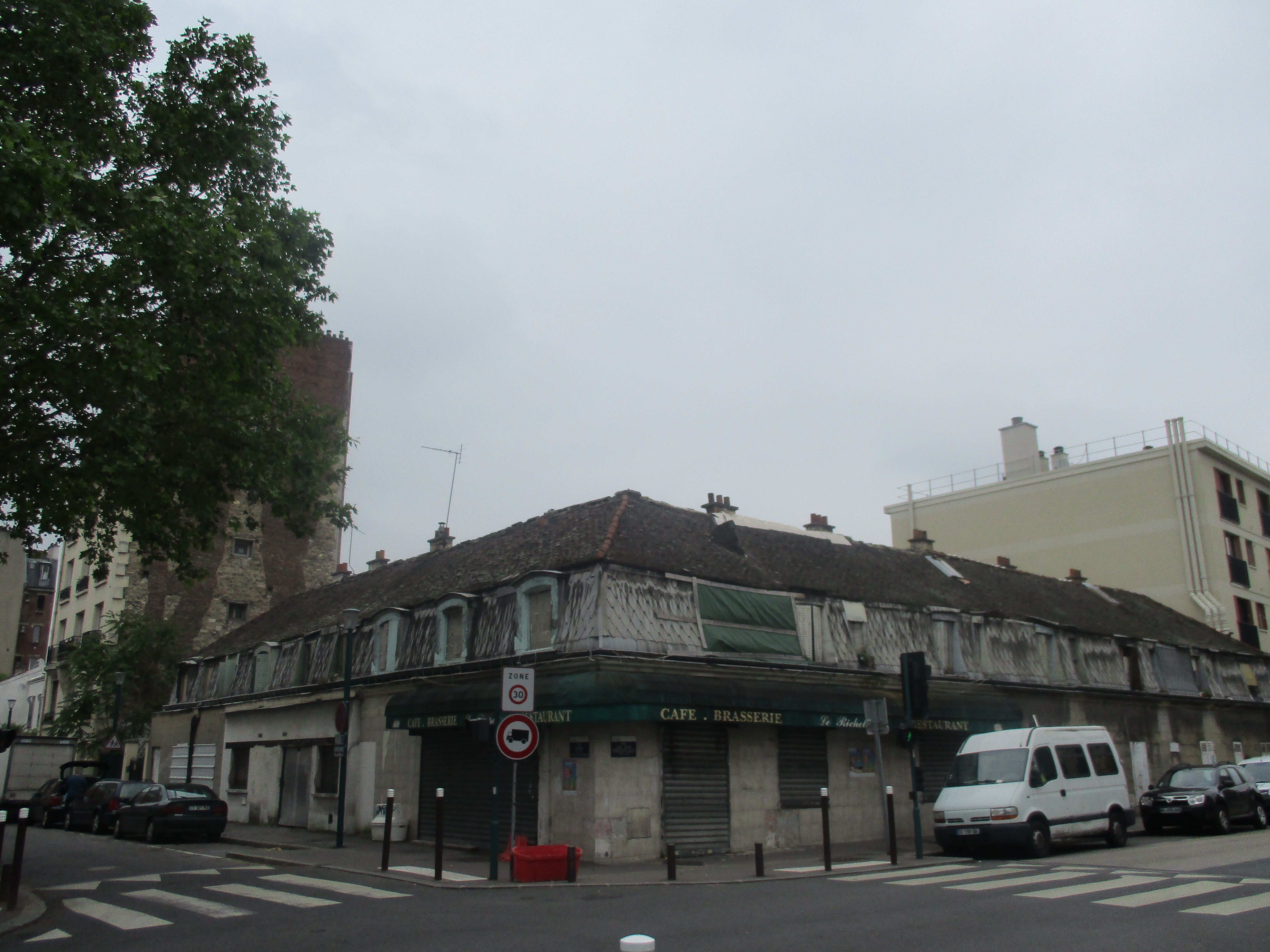
Ancien café Le Richelieu, 2016.

- Au coin de la rue Carnot se trouvent les écuries du château du duc de Richelieu[3], dit château de Gennevilliers[4], dont le bâtiment principal fut détruit en 1998 pour la construction du nouveau collège Pasteur. La première représentation publique de la pièce de Beaumarchais, "Le Mariage de Figaro", eut lieu dans ce château le 26 septembre 1783[5].

Ces écuries, occupées un temps par la brasserie Le Richelieu, sont en cours de réhabilitation.
- Au numéro 41 se trouve l'ex-usine Carbone Lorraine, aujourd'hui Mersen.

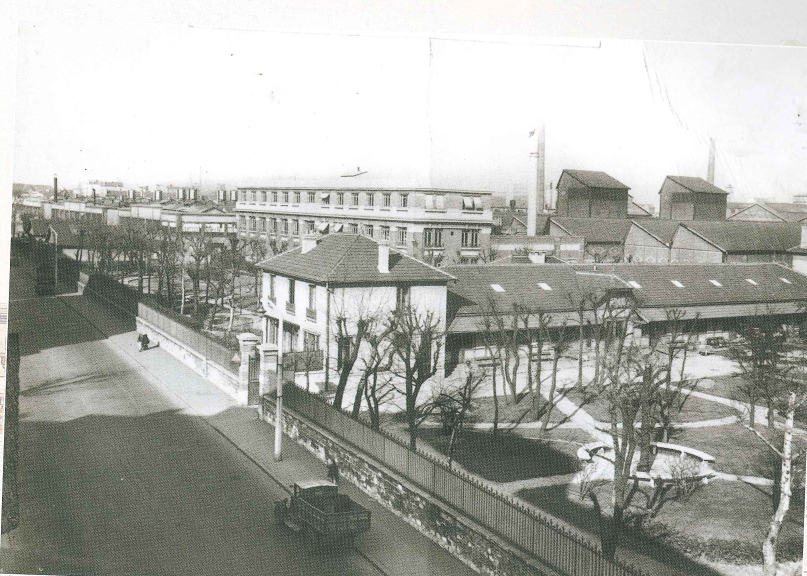
L'usine Carbone Lorraine en 1948.
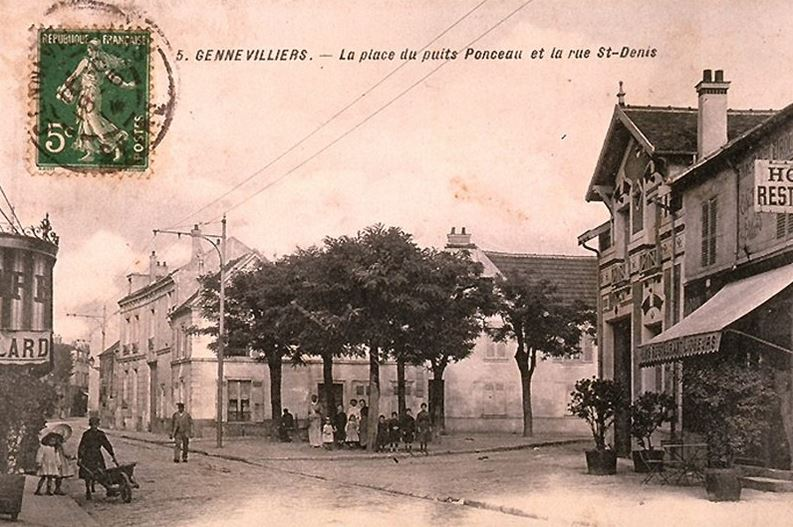
La rue de Paris à la place du Puits-Ponceau, vers 1900.
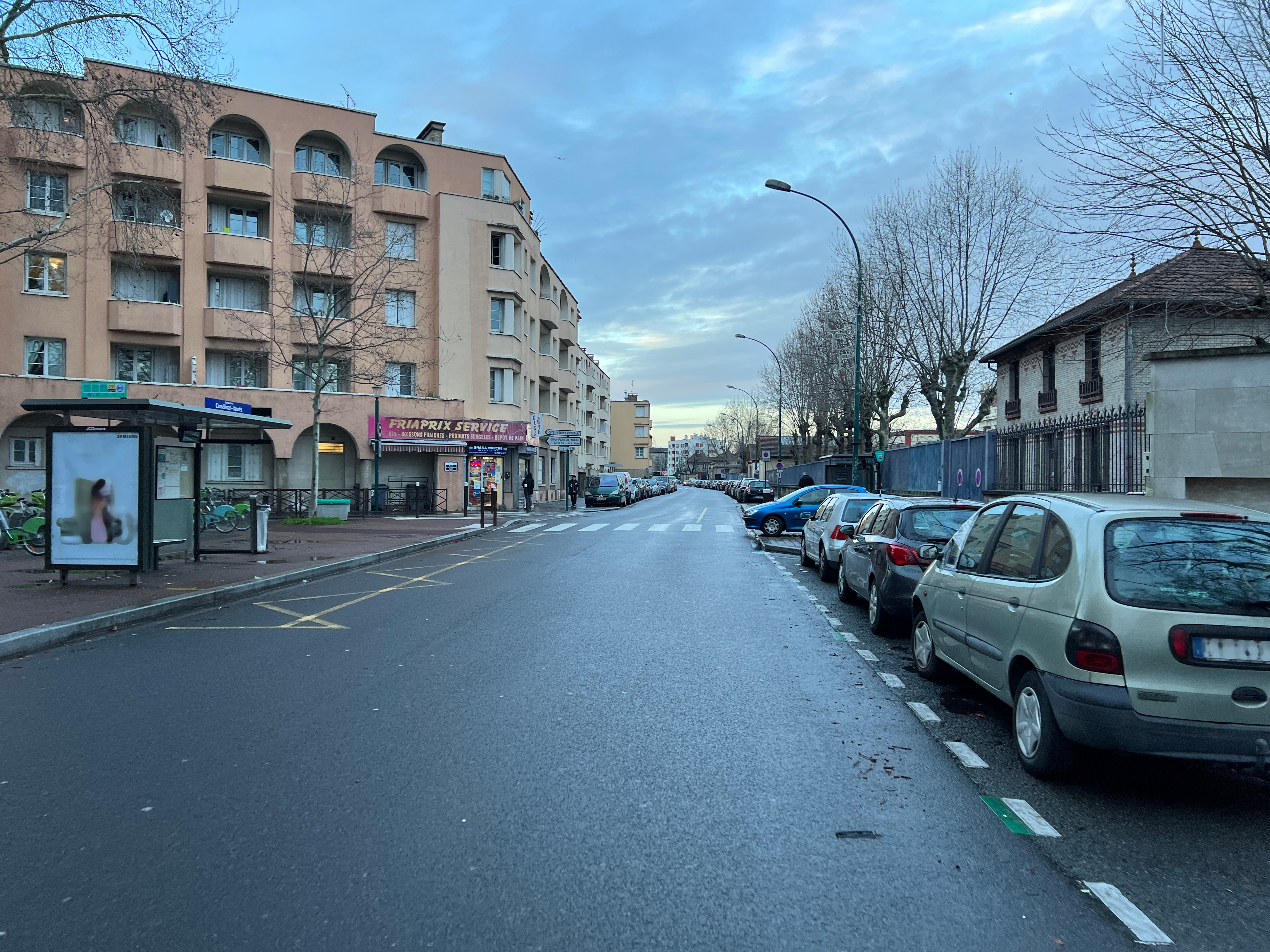
La rue en janvier 2022.